# Lam Tutui
Lam Tutui is een bestuurslaag in het regentschap Aceh Besar van de provincie Atjeh, Indonesië. Lam Tutui telt 198 inwoners (volkstelling 2010).